# 소영 (가수)
소영(1993년 9월 9일~ )은 대한민국의 가수이다. 2017년 6월 27일 스텔라 멤버로 영입돼 활동했고 2018년 2월 26일 데뷔 8개월만에 그룹이 해체됐다.

## 학력
- 오류고등학교 졸업
- 동양미래대학 시각정보디자인과 (졸업)